# Tenney Frank

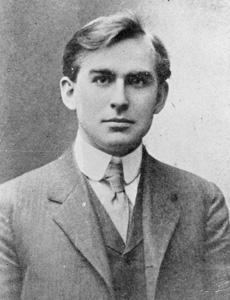
Tenney Frank.

Tenney Frank, född den 19 maj 1876 i Clay Center, Kansas, död den 3 april 1939 i Oxford, England, var en klassisk filolog av delvis svenskamerikansk härkomst (hans mor var svenska, född Danielson). 
Frank studerade vid University of Chicago, där han 1903 graduerades, och blev 1905 professor i latin vid den i Bryn Mawr, Pennsylvania, befintliga högskolan för kvinnor. Han studerade 1910–1911 i Göttingen och Berlin. Frank lämnade professuren vid Bryn Mawr 1919 och var därefter professor vid Johns Hopkinsuniversitetet. Hans vetenskapliga alstring rör sig huvudsakligen på den historiska grammatikens område.  Bland hans övriga arbeten bör nämnas Roman imperialism (1914), Economic history of Rome to the end of the republic (1920) och en biografi över Vergilius.